# Hydrox
Hydrox là một loại bánh quy kẹp sô cô la do Leaf Brands sở hữu. Nó ra mắt tại Hoa Kỳ vào năm 1908 và được sản xuất bởi Sunshine Biscuits trong hơn 90 năm. Hydrox phần lớn đã bị ngừng sản xuất vào năm 1999, ba năm sau khi Sunshine được Keebler mua lại, công ty này sau đó được Kellogg's mua lại. Tháng 9 năm 2015, sản phẩm được Leaf Brands giới thiệu.
Sau năm 1912 Oreo được tạo ra để nhái lại Hydrox và cuối cùng Oreo đã làm lu mờ Hydrox về mức độ phổ biến, dẫn đến việc bánh quy Hydrox bị lãng quên sau này, được cho là một thương hiệu nhái lại của Oreo khi nhắc đến. So với Oreo, bánh quy Hydrox có nhân ít ngọt hơn và vỏ bánh giòn hơn, được cho là ít sữa hơn.

## Lịch sử
Năm 1908, sự sáng tạo của bánh quy được lấy cảm hứng từ "sự tinh khiết", với cái tên bắt nguồn từ các nguyên tố hydro và oxy trong phân tử nước.

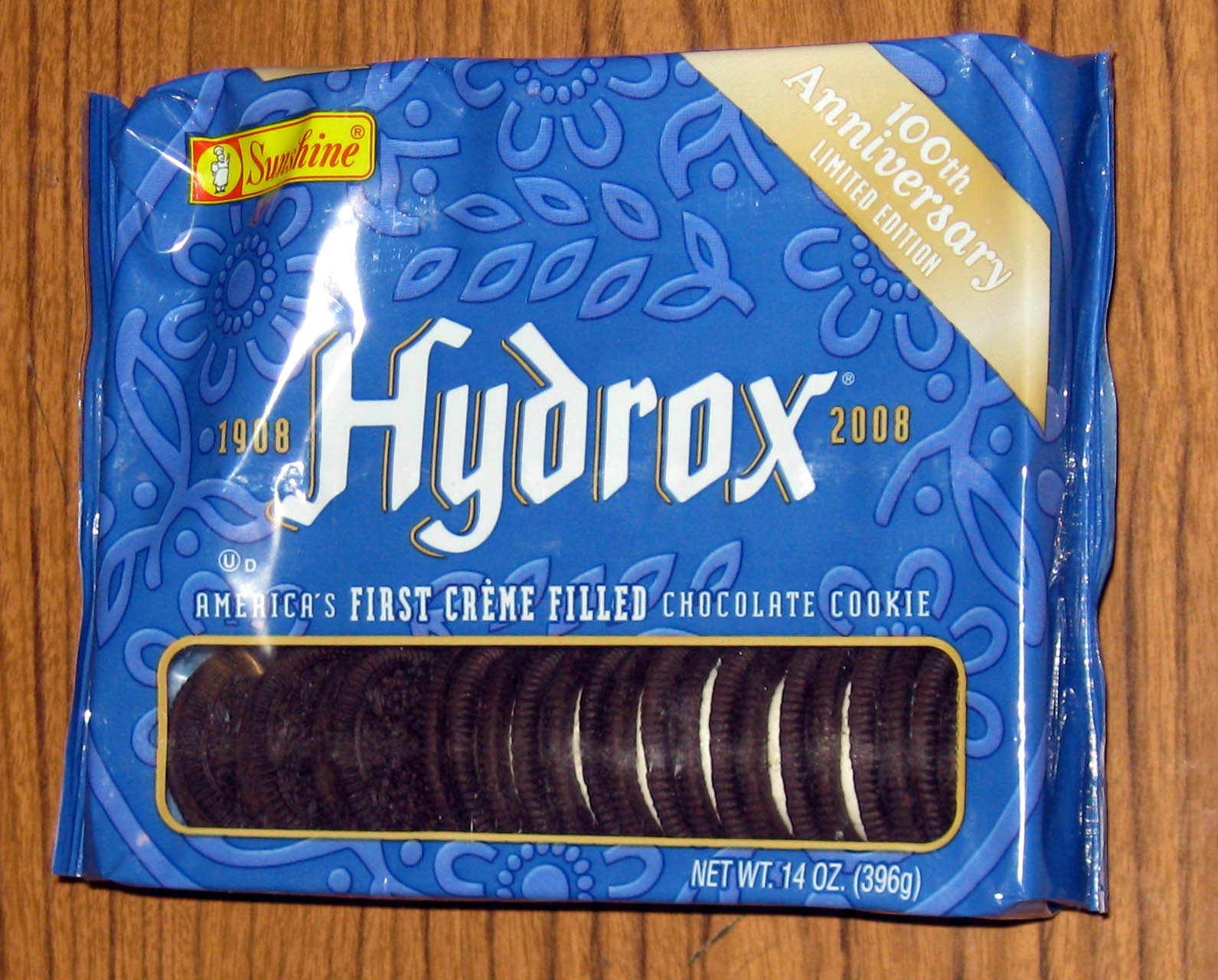
bao bì của bánh Hydrox nhãn Sunshine

Sunshine Biscuits được Keebler mua vào năm 1996, và vào năm 1999, Keebler đã thay thế Hydrox bằng một sản phẩm tương tự nhưng được cải tiến có tên là "Droxies". Keebler được Kellogg's mua lại vào năm 2001, và Kellogg's đã loại bỏ Droxies khỏi thị trường vào năm 2003. Kellogg's sau đó đã tiếp thị một chiếc bánh quy sandwich sô cô la tương tự dưới thương hiệu Famous Amos, cùng với bánh quy sandwich của các hương vị khác, nhưng cũng ngừng sản phẩm này.
Nhân kỷ niệm 100 năm bánh quy, Kellogg's đã tiếp tục phân phối Hydrox dưới nhãn Sunshine vào cuối tháng 8 năm 2008 để phản hồi trực tiếp 1.300 cuộc gọi điện thoại từ người hâm mộ cũng như một bản kiến nghị trực tuyến với 1.000 chữ ký, một trang web của người hâm mộ Hydrox với bài luận "Những người không tuân thủ không ăn bánh Oreos" và các bánh quy đã có sẵn trên toàn quốc trong một thời gian giới hạn và chưa đầy một năm sau Kellogg's đã xóa Hydrox khỏi trang web của họ.
Nhượng quyền kem Carvel đã bán hàng kem được sản xuất bằng vụn bánh quy Hydrox cho đến năm 2012. Carvel đã sử dụng trạng thái hoàn toàn kosher của cookie làm điểm bán hàng, bởi vì công thức Oreo ban đầu sử dụng mỡ lợn. Các bánh quy không được đề cập cụ thể theo tên trên trang web Carvel, nhưng chúng được xác định là "hydrox" (chữ thường "h") trên áp phích tại cửa hàng. Carvel hiện đang sử dụng bánh Oreo trong các mặt hàng kem của mình.
Vào năm 2014, Leaf Brands đã đăng ký nhãn hiệu "Hydrox", nhãn hiệu này đã bị chủ sở hữu cũ Kellogg's từ bỏ. Leaf bắt đầu sản xuất Hydrox vào ngày 4 tháng 9 năm 2015, tại cơ sở của công ty ở Vernon, California. Vào năm 2017, công thức đã được thay đổi để loại bỏ hương vị nhân tạo đã được sử dụng trong 50 năm và công ty đã đạt được chứng nhận không biến đổi gen.
Leaf Brands đã đệ đơn khiếu nại lên Ủy ban Thương mại Liên bang Hoa Kỳ vào năm 2018 kiện Mondelez International, nhà sản xuất bánh quy Oreo, vì đã giấu bánh Hydrox trên các kệ hàng.